# Pénélope Jolicoeur (actrice)
Pour les articles homonymes, voir Pénélope Jolicoeur.
Pénélope Jolicoeur, née le 6 juin 1981 dans la ville de Québec, province de Québec, est une actrice québécoise. Elle s'est fait connaître, entre autres, par son interprétation de Marilyn Monroe dans la pièce Je m’appelle Marilyn de Yonnick Flot au théâtre Prospero en 2009.

## Biographie
Pénélope Jolicoeur grandit dans la ville de Québec avant de s'établir à Montréal en 2002. Après un baccalauréat en droit, une maîtrise, un DESS et une courte carrière de notaire, elle quitte définitivement le domaine juridique.
Elle tourne, entre autres, dans les courts métrages Pense à moi de Carnior (Rendez-vous du cinéma québécois 2008), Bikini de Patrick Aubert et Model Complex de Maude Michaud (SFC, Cannes 2007, Wreck Beach Festival).
Elle a reçu un excellent accueil du public et de la critique pour son rôle de Marilyn Monroe dans la pièce Je m’appelle Marilyn de l'auteur français Yonnick Flot qui a été présentée au théâtre Prospero en 2009,,.
On a pu la voir sur scène comme imitatrice, comédienne et chanteuse dans de nombreuses éditions de la revue de l'année du Cabaret Politique et bouffonneries, Salut... !. 
Elle prête sa voix à de nombreuses productions de narrations, livres audio, publicités, doublage, etc. Choriste et chanteuse, elle a accompagné, entre autres, son ami et complice Manuel Tadros dans divers événements. 
Également autrice, elle a publié les livres Dans les yeux de mon père (Hugo & cie), L'almanach des Hurlantes (Hurlantes éditrices), Rêve ou raison (Boomerang éditeur jeunesse), Maléfices tome 1 : L'envoûtement (Boomerang éditeur jeunesse). Elle est également à la barre de Hurlantes éditrices, une maison d'édition spécialisée en poésie.  

## Sur scène
- 1999 – Cégeps en spectacle
- 2000 – Cégeps en spectacle
- 2007 – Un Noël sanglant et quétaine, m.e.s. Pénélope Jolicoeur, Cinémalive
- 2007 – Spécial St-Valentin!, m.e.s. Pénélope Jolicoeur, Cinémalive
- 2007 – Bombe H., m.e.s. Pénélope Jolicoeur, Cinémalive
- 2007 – Troma Show, m.e.s. Isabelle Stephen, Festival FanTasia
- 2008 – Infection, m.e.s. Isabelle Stephen, Festival FanTasia
- 2008 – Salut Boris!, Boris Vian, m.e.s. Miguel Doucet, Théâtre Globe Bulle Rouge
- 2008 – Cabaret Politique et bouffonneries 2008, m.e.s. Philippe Lemieux, Théâtre Globe Bulle Rouge
- 2009 – Je m'appelle Marilyn, Yonnick Flot, m.e.s. Miguel Doucet, Théâtre Prospero
- 2010 – Rien n'est plus vivant qu'un souvenir!, Federico García Lorca m.e.s. Miguel Doucet, Centre culturel LaSalle
- 2010 – Pénélope Jolicoeur fait son cinéma!, m.e.s. Marie Pelletier, productions JosLiqueur
- 2010 – Cabaret Politique et bouffonneries 2010, m.e.s. Philippe Lemieux, Théâtre Globe Bulle Rouge
- 2011 – Histoires d'hommes, Xavier Durringer, m.e.s. Miguel Doucet, Théâtre Prospero[5]
- 2011 - Cabaret Politique et bouffonneries 2011, m.e.s. Talia Hallmona, Théâtre Têtard
- 2012 - Cabaret Politique et bouffonneries 2012, m.e.s. Richard Fréchette, Théâtre Têtard
- 2013 - Cabaret Politique et bouffonneries 2013, m.e.s. Richard Fréchette, Théâtre Têtard
- 2014 - Salut 2014 ! Cabaret Politique et bouffonneries 2014, m.e.s. Richard Fréchette, Théâtre Têtard
- 2015 - Salut 2015 ! Cabaret Politique et bouffonneries 2015, m.e.s. Richard Fréchette, Théâtre Têtard
- 2016 - Salut 2016 ! Cabaret Politique et bouffonneries 2016, m.e.s. Marie Christine Lachance, Juste Pour Rire
- 2020-2021 - Au creux de l'oreille, monologue téléphonique, Théâtre Périscope
- 2021 - La binerie des cœurs brisés, Théâtre Côte-à-côte, La Seigneurie des Patriotes, La Comédie de Montréal

## Mise en scène et scripte édition
- 2016 - "Achevez-moi quelqu'un" de Philippe Lemieux, Les deux colons d'Amérique (m.e.s et s.e.)

## Courts métrages
- 2005 – Roach, Utako Omori
- 2006 – Le Dîner, Steve Villeneuve (Festival Spasm, Festival Vitesse Lumière, Festival FanTasia
- 2007 – Complex Model, Maude Michaud (Short Film Corner, Festival de Cannes 2007)
- 2007 – Le Plus Beau Cadeau, Pénélope Jolicoeur
- 2007 – Le Scam, Jean-Charles Pouzet
- 2007 – Louve SS, Ianic Mathieu (kino, Festival Spasm)
- 2007 – Nowell, Magenta Baribeau
- 2007 – Pas Game..., Pénélope Jolicoeur
- 2008 – Bonbon Rouge, Jean-François Grenier
- 2008 – Cette gloire que je voudrais avoir, Luc Bernier
- 2008 – Je t'aime moi non plus, Maude Michaud
- 2008 – Pense à moi, Carnior (kino, Rendez-vous du cinéma québécois)
- 2008 – Pair/Impair, Barbara Girard (kino)
- 2010 – Bikini, Patrick Aubert (kino)

## Longs métrages et webtélé
- 2006 – She-demons of the black sun, SV Bell (Black Flag Pictures)
- 2007 – Rise of the ghosts, SV Bell (Black Flag Pictures)[6]
- 2011 – La mélodie de la terreur, Marie-Josée Sévigny

## Vidéoclips
- 2004 – Grave Concern, Ghoulunatics
- 2005 – Silver Plated Advocate, Despised Icon
- 2006 – Monstrueusement vôtre, Ghoulunatics
- 2008 – Être un comme,  Vulgaires Machins